# Вяльцево (Калужская область)
Вяльцево — деревня Ульяновского района Калужской области России. Входит в состав сельского поселения «Село Ульяново».

## История
В 1638 году в дозорной книге Козельского уезда с русской стороны Кцынской засеки в числе прочих населенных мест упомянута и деревня Вяльцева. Близость деревни к засечной черте дает право утверждать, что население предоставляло ополчение для защиты Козельской засечной черты.
В Списке населённых мест Калужской губернии за 1859 год упоминается как владельческая деревня Вяльцева при безымянном овраге близ Болховского и Козельского трактов, в которой насчитывалось 50 дворов.
После реформы 1861 года деревня вошла в состав Холмищенской волости, а в начале XX века в ней была открыта церковно-приходская школа.
В 1920 году в составе Жиздринского уезда деревня была передана в Брянскую губернию. В следующие годы, при укрупнении волостей, Холмищенская волость вошла в состав Плохинской, которая в свою очередь была упразднена в 1929 году, с введением районного деления, после чего деревня перешла в Плохинский район Западной области. В 1937 году район был передан Орловской, а в 1944 году — Калужской области.

## Население
| 1856 | 1896 | 1913 | 2002 | 2007 | 2010 |
| ---- | ---- | ---- | ---- | ---- | ---- |
| 325  | ↗417 | ↗651 | ↘13  | ↘6   | ↘2   |